# Chminianske Jakubovany
Chminianske Jakubovany este o comună slovacă, aflată în districtul Prešov din regiunea Prešov. Localitatea se află la altitudinea de 485 m deasupra n.m., se întinde pe o suprafață de 14,19 km2 și în 2017 număra 2.370 de locuitori.

## Istoric
Localitatea Chminianske Jakubovany este atestată documentar din 1334.

## Demografie
| An:                | 1994 | 2004    | 2014    | 2024    |
| ------------------ | ---- | ------- | ------- | ------- |
| Număr de persoane: | 1146 | 1635    | 2112    | 3215    |
| Diferență:         |      | +42,67% | +29,17% | +52,22% |

| An:                | 2023 | 2024   |
| ------------------ | ---- | ------ |
| Număr de persoane: | 3093 | 3215   |
| Diferență:         |      | +3,94% |